# Бонавентур Джонкеп
Бонавентур Джонкеп (фр. Bonaventure Djonkep, нар. 20 серпня 1961, Бафанг) — камерунський футболіст, що грав на позиції нападника.
Виступав, зокрема, за клуб «Юніон Дуала», а також національну збірну Камеруну.
Чемпіон Камеруну. Володар Кубка Камеруну.

## Клубна кар'єра
У дорослому футболі дебютував 1982 року виступами за команду «Юніон Дуала», кольори якої і захищав протягом усієї своєї кар'єри гравця, що тривала чотирнадцять років.

## Виступи за збірні
У 1981 році залучався до складу молодіжної збірної Камеруну. На молодіжному рівні зіграв у 3 офіційних матчах, забив 2 голи.
Того ж року дебютував в офіційних матчах у складі національної збірної Камеруну.
У складі збірної був учасником Кубка африканських націй 1984 року у Кот-д'Івуарі, здобувши того року титул континентального чемпіона, Кубка африканських націй 1988 року у Марокко, здобувши того року титул континентального чемпіона, чемпіонату світу 1990 року в Італії, Кубка африканських націй 1990 року в Алжирі.
Загалом протягом кар'єри в національній команді, яка тривала 10 років, провів у її формі 34 матчі, забивши 4 голи.

## Титули і досягнення
- Чемпіон Камеруну (1):

«Юніон Дуала»: 1990
- Володар Кубка Камеруну (1):

«Юніон Дуала»: 1985
- Переможець Кубка африканських націй: 1984